# Cameron Menzies
Cameron Menzies (Ayrshire, 1989. június 27. –) skót dartsjátékos. 2006-tól 2018-ig a British Darts Organisation, majd 2018-tól 2020-ig és 2022-től a Professional Darts Corporation tagja. Beceneve "Cammy".

## Pályafutása

### BDO
Menzies először 2006-ban, a Gibraltar Open-en indult a BDO versenyein, de csak 2016-ban vált ismertebbé, amikor megnyerte a British Open-t. A World Masters-en a legjobb 80 közé jutott, ahol kikapott az ír John O'Sheától. 2017-ben ő lett az első skót játékos, aki megnyerte a Scottish Open-t, Gary Anderson tíz évvel azelőtti sikere óta. A 2017-es World Masters-en már a torna elődöntőjéig sikerült eljutnia, ahol vereséget szenvedett a későbbi bajnok Krzysztof Ratajski-tól.

### PDC
Menzies BDO világranglista előkelő helyén való szereplésének köszönhetően kvalifikálta magát a 2017-es Grand Slam of Darts nagytornára, amely akkor még a BDO és a PDC közös versenye volt. Csoportjában a harmadik helyen végzett, Gary Andersontól 5–3-ra és Berry van Peertől 5–4-re kikapott, viszont az utolsó meccsén 5–2-re nyert Simon Whitlock ellen.
A 2018-as BDO-dartsvilágbajnokságon elszenvedett korai veresége után 2018-ban elindult a PDC Q-School-on. Ebben az évben kvalifikálta magát a European Darts Open-re, ahol az első körben 6–2-re legyőzte Mark Wilsont, majd vereséget szenvedett a későbbi bajnok Michael van Gerwentől.
Menzies 2018-ban egy Challenge Tour állomást nyert, 2019-ben pedig kettőt, de 2022-ig nem sikerült Tour Card-ot szereznie a Q-School-ban.
2024 októberében Menzies megnyerte első PDC versenyét, a Players Championship 29. állomását, amelynek döntőjében 8–4-re legyőzte Stephen Buntingot.
Novemberben a negyeddöntőig jutott a Grand Slam of Darts-on, ahol szoros mérkőzésen 16–15-re kikapott Mickey Manselltől.

### WDF
Menzies a 2021-es Welsh Open megnyerésével kvalifikálta magát a 2022-es WDF-dartsvilágbajnokságra, ahová a 14. kiemeltként érkezett. Győzelmet aratott Ian Jones, Wayne Warren és James Hurrell ellen is, majd az elődöntőben 5–4-re kikapott Thibault Tricole-tól.

## Magánélete
Jelenleg élettársi kapcsolatban él Fallon Sherrock angol dartsjátékossal.

## Világbajnoki szereplései

### BDO
- 2018: Első kör (vereség  Conan Whitehead ellen 1–3)

### WDF
- 2022: Elődöntő (vereség  Thibault Tricole ellen 4–5)

### PDC
- 2023: Második kör (vereség  Vincent van der Voort ellen 0–3)
- 2024: Második kör (vereség  Dave Chisnall ellen 1–3)
- 2025: Első kör (vereség  Leonard Gates ellen 1–3)

## Tornagyőzelmei
| Players Championships - Players Championship (LEI): 2024, 2025 PDC Challenge Tour - Challenge Tour: 2018, 2019 (x2), 2021 | - Benidorm Open: 2011, 2014 - British Open: 2016 - Isle of Man Classic: 2020 - Scottish Classic: 2017 - Scottish Open: 2017 - Welsh Open: 2021 |

## Fordítás
Ez a szócikk részben vagy egészben  a   Cameron Menzies című angol Wikipédia-szócikk ezen változatának fordításán alapul.  Az eredeti cikk szerkesztőit annak laptörténete sorolja fel. Ez a jelzés csupán a megfogalmazás eredetét és a szerzői jogokat jelzi, nem szolgál a cikkben szereplő információk forrásmegjelöléseként.